# Гайбах (Нижня Баварія)
Гайбах (нім. Haibach) — громада в Німеччині, розташована в землі Баварія. Підпорядковується адміністративному округу Нижня Баварія. Входить до складу району Штраубінг-Боген.
Площа — 32,36 км2. Населення становить 2031 ос. (станом на 31 грудня 2020).